# Robert Wood Johnson
Pour les articles homonymes, voir Robert Johnson (homonymie) et Johnson.
Robert Wood Johnson, né le 15 février 1845 à Carbondale, Pennsylvanie, et mort le 7 février 1910 à New Brunswick (New Jersey), est un entrepreneur américain, fondateur de l'entreprise pharmaceutique Johnson & Johnson.

## Biographie
Né le 15 février 1845 à Carbondale, en Pennsylvanie, Robert Wood Johnson commence sa carrière en 1861 par son apprentissage chez Wood & Tittamer, une pharmacie de Poughkeepsie dans l'État de New York qui appartient au cousin de sa mère. C'est grâce à cet emploi qu'il échappe à la guerre de Sécession, contrairement à ses deux frères cadets James Wood et Edward Mead Johnson, enrôlés dès la première année du conflit.
En 1864, il quitte Wood & Tittamer et part travailler à New York pour Roushton & Aspinwall. Il y rencontre alors George J. Seabury et ensemble ils décident de se lancer eux-mêmes dans les affaires sous le nom de « Seabury & Johnson ». Mais les relations entre les deux partenaires ne sont pas toujours au beau fixe, ils se querellent, en particulier au sujet de l'utilisation des bénéfices de la firme. La querelle ne s'arrange pas lorsque Seabury fait embaucher son frère cadet, ce qui servira d'argument pour Johnson afin de faire de même avec son frère Edward en 1876, puis James en 1878. Seabury s'inquiète alors de perdre sa place si l'ensemble de la fratrie Johnson (cinq frères au total) venait à entrer dans l'entreprise[réf. souhaitée].
Après avoir écouté sir Joseph Lister en 1876, et alors que sa relation avec Seabury se dégrade, Robert Wood Johnson pense de plus en plus à quitter Seabury & Johnson pour créer la première fabrique de bandages chirurgicaux stériles. C'est en 1885 qu'il est rejoint par ses frères, James et Edward, dans son projet de créer un nouveau type de bandages prêts à l'emploi et conditionnés, de manière à éviter tout risque de contamination[réf. souhaitée].
Bien que ce fût Robert qui en eut l'idée, ce sont ses deux jeunes frères qui se lancent les premiers dans le projet. Ils quittent Seabury & Johnson au début de l'année 1886 et c'est de leur partenariat que naîtra l'entreprise Johnson & Johnson. C'est pourquoi, bien que l'entreprise soit dirigée par les trois frères, elle ne s'appelle pas « Johnson & Johnson & Johnson ». Une fois dégagé de ses obligations envers Seabury & Johnson, Robert Wood Johnson viendra rejoindre ses deux frères à New Brunswick pour prendre la tête de l'entreprise, qu'il fera croître grâce à ses talents d’entrepreneur, sa forte personnalité et ses capitaux[réf. souhaitée].